# Stazione meteorologica di Montecapraro
La stazione meteorologica di Montecapraro è la stazione meteorologica di riferimento relativa all'omonima località del territorio comunale di Fabbrica Curone.

## Coordinate geografiche
La stazione meteorologica si trova nell'Italia nord-occidentale, in Piemonte, in provincia di Alessandria, nel comune di Fabbrica Curone, in località Montecapraro, a 828 metri s.l.m. e alle coordinate geografiche 44°44′N 9°09′E.

## Dati climatologici
In base alla media trentennale di riferimento 1961-1990, la temperatura media del mese più freddo, gennaio, si attesta a +1,2 °C; quella del mese più caldo, luglio, è di +20,8 °C .
| Montecapraro       | Mesi | Mesi | Mesi | Mesi | Mesi | Mesi | Mesi | Mesi | Mesi | Mesi | Mesi | Mesi | Stagioni | Stagioni | Stagioni | Stagioni | Anno |
| Montecapraro       | Gen  | Feb  | Mar  | Apr  | Mag  | Giu  | Lug  | Ago  | Set  | Ott  | Nov  | Dic  | Inv      | Pri      | Est      | Aut      | Anno |
| ------------------ | ---- | ---- | ---- | ---- | ---- | ---- | ---- | ---- | ---- | ---- | ---- | ---- | -------- | -------- | -------- | -------- | ---- |
| T. max. media (°C) | 4,6  | 6,7  | 10,7 | 12,6 | 16,4 | 21,4 | 25,4 | 23,0 | 19,6 | 13,5 | 9,2  | 6,4  | 5,9      | 13,2     | 23,3     | 14,1     | 14,1 |
| T. min. media (°C) | −2,2 | −0,4 | 2,6  | 4,5  | 8,3  | 12,7 | 16,2 | 14,1 | 11,2 | 6,8  | 2,6  | −0,9 | −1,2     | 5,1      | 14,3     | 6,9      | 6,3  |